# Der rote Dolch
Der rote Dolch ist ein US-amerikanischer Abenteuerfilm aus dem Jahr 1953 von Seymour Friedman mit Denise Darcel und Patric Knowles in den Hauptrollen. Das Drehbuch basiert auf einer Originalstory von Sol Shor. Den Verleih übernahm Columbia Pictures.

## Handlung
Im Jahr 1765 wird in Indien inmitten von Spannungen zwischen den Provinzen Kalkuttas König Amir Khasid von Prinz Jehan gestürzt. Amirs Streitkräfte werden in die Hügel von Sheran verbannt und setzen den Konflikt fort, angeführt von „The Flame“, einem Freiheitskämpfer, der für seine leuchtend roten Roben bekannt ist. Während eines Angriffs auf eine Karawane mit Jehans Vorräten wird „The Flame“ von Captain Lambert, dem Kommandanten der britischen Miliz, die mit der Bewachung der British East Indian Trading Company beauftragt ist, gerettet. Lambert weiß, dass es sich bei „The Flame“ tatsächlich um Suzanne Roget handelt, seine Verlobte und Tochter eines französischen Regierungsvertreters, der von Jehan während seines Aufstands getötet wurde. Suzanne warnt Lambert, dass jede Zusammenarbeit mit Amirs Streitkräften die neutrale britische Position gefährden könnte und sie getrennt bleiben müssen, bis Amir den Thron wiedererlangt hat.
Am folgenden Abend empfängt Jehan in Kalkutta Lord Clive, der aus Bombay zu Besuch kommt. Jehan bittet um Hilfe bei der Verteidigung seiner Karawanen gegen die Überfälle. Als Clive dies unter Berufung auf die britische Neutralität ablehnt, warnt Jehan, dass er es dem Handelsunternehmen erschweren könnte, seine Geschäfte fortzusetzen. Clive besteht darauf, dass die Armee nicht über genügend Männer verfügt, um gegen Amir zu kämpfen, und dass er Lamberts Urteilsvermögen als kommandierendem Offizier vertraut. Verärgert planen Jehan und sein Berater Nadir, die Handelsgesellschaft anzugreifen und dabei einen Betrüger, der sich als „The Flame“ ausgeben soll, einzusetzen, um die Briten zu Vergeltungsmaßnahmen gegen Amir zu zwingen.
Nach dem erfolgreichen Überfall auf einen Handelsaußenposten, der offenbar von „The Flame“ angeführt wird, informiert Lambert Clive, dass er in die Berge gehen und den Rebellenführer zu Verhandlung nach Kalkutta bringen wird. Unterdessen belauschen die verräterischen Hausierer Jowal und Rana Singh, die mit Amir Handel getrieben haben, Lamberts Plan und verkaufen die Informationen an Jehan mit dem zusätzlichen Wissen, dass weder Lambert noch Clive glauben, dass tatsächlich „The Flame“ den Handelsposten angegriffen hat. Jowal weiß, dass Suzanne „The Flame“ ist, glaubt aber, dass sich die Information später als nützlicher erweisen werden. Als Clive im britischen Hauptquartier seine Besorgnis über Lamberts Mission zum Ausdruck bringt, „The Flame“ nach Kalkutta zu bringen, enthüllt dieser Suzannes Identität und ihre Motive. In dieser Nacht reitet Lambert in die Berge, wo Jehans Männer einen Hinterhalt legen. Lambert wehrt seine Angreifer ab und wird von Suzanne gerettet, die über seine Ankunft verwirrt ist. In Amirs Lager erklärt Lambert, dass die Briten nicht glauben, dass „The Flame“ und Amirs Männer den Handelsposten angegriffen haben, sondern dass Jehan dafür verantwortlich ist. Er ist davon überzeugt, dass die Überstellung von Suzanne nach Kalkutta, damit sie dort als „The Flame“ vor Gericht steht, das Blutvergießen beenden wird und möglicherweise Jehan als den Mann hinter dem Überfall auf den Handelsposten zu entlarven. Suzanne willigt ein, nach Kalkutta zurückzukehren, doch mitten auf ihrer Reise werden sie von Jehan abgefangen, der eine große Truppe anführt. Da Suzanne unter ihrer eigenen Identität reist, ist Jehan verwirrt und fragt Lambert nach dem Gerücht, dass er „The Flame“ verhaften soll. Lambert erklärt, dass Suzanne gerade wegen ihrer Hochzeit aus Frankreich zurückgekehrt sei.
Im Hauptquartier äußert Clive seine Besorgnis darüber, dass Lambert die Identität von „The Flame“ verschwiegen hat, was, wenn es entdeckt würde, die Briten in die unangenehme Lage bringen würde, einen bekannten Banditen zu verteidigen. Im Palast ärgert sich Jehan über die Fehlinformationen, doch Jowal und Rana Singh kehren zurück und enthüllen, dass Suzanne „The Flame“ ist. Als Jehan fragt, woher Jowal das weiß, erklärt er, dass sie einst von ihr gefangen genommen wurden und ihre wahre Identität herausfanden. Jowal schlägt vor, Suzanne zu verhaften und sie mit den Händlern zusammenzubringen, die sie erkennen werden. Jehan stimmt zu und nimmt später am Tag im britischen Hauptquartier Suzanne fest, die zugibt, Jowal und Rana Singh zu kennen, um ihnen die angedrohte Folterung zu ersparen. Nachdem Suzanne in den Kerker des Palastes gebracht wurde, bietet Jowal an, zum britischen Hauptquartier zurückzukehren, um mehr über einen möglichen Plan zur Rettung von Suzanne zu erfahren.
Jehan erhält eine von Amir unterzeichnete Notiz, in der die Freilassung von „The Flame“ gefordert wird. Jehan ist überzeugt, dass Amir die Unterstützung der Briten haben muss, um diese Forderung zu stellen, und konfrontiert Lambert damit, der die Beteiligung der Armee bestreitet. Jehan verlangt von ihm, dass britische Truppen gegen Amirs Truppen kämpfen, als Gegenleistung dafür, dass sie Suzanne verschonen. Lambert bittet darum, die Angelegenheit mit Suzanne zu besprechen und versichert ihr in ihrer Zelle, dass sie innerhalb von vierundzwanzig Stunden freigelassen wird. Anschließend teilt er Jehan mit, dass er keine britische Hilfe erhalten werde. Im Hauptquartier lässt Lambert Jowal und Rana Singh absichtlich glauben, dass eine Waffenkarawane von der Küste ankommt. Jowal gibt die Informationen an Jehan weiter, der plant, die Lieferung anzugreifen, indem er erneut „The Flame“ einsetzt, um die Briten zum Kampf gegen Amir zu provozieren. Jehan ermöglicht Suzanne die Flucht, kleidet sich in der Nacht selbst in die roten Roben und führt den Angriff auf die Karawane an. Die Wagen sind jedoch mit britischen Soldaten gefüllt, die Jehan bekämpfen, unterstützt von Suzannes und Amirs Streitkräften. Im Tumult der Schlacht tötet Suzanne Nadir, nach einem langen Kampf überwältigt Lambert Jehan und verhaftet ihn. Jowal und Rana Singh werden ins Exil geschickt, während Amir wieder auf den Thron gesetzt wird und Keith und Suzanne endlich die Freiheit haben, zu heiraten.

## Hintergrund
Gedreht wurde der Film vom 10. bis zum 20. November 1952 auf der Movie Ranch von Ray Corrigan im Simi Valley.
Musikalischer Direktor war Mischa Bakaleinikoff.

## Synchronisation
Es existieren zwei Synchronfassungen. Die erste entstand im Auftrag der Ultra-Film, die zweite 1993 im Auftrag der Magma Synchron GmbH unter der Dialogregie von Max Willutzki, der auch das Dialogbuch verfasste.
| Rolle         | Schauspieler   | Sprecher 1. Fassung | Sprecher 2. Fassung |
| ------------- | -------------- | ------------------- | ------------------- |
| Suzanne Roget | Denise Darcel  | Tilly Lauenstein    | Andreschka Großmann |
| Cpt. Lambert  | Patric Knowles | Curt Ackermann      | Heinz Fabian        |
| Lord Clive    | Paul Cavanagh  |                     | Rüdiger Joswig      |
| Prinz Jehan   | George Keymas  |                     | Stefan Fredrich     |
| Jowal         | Joseph Mell    |                     | Klaus Bergatt       |
| Rana Singh    | Ted Thorpe     |                     | Joachim Röcker      |
| Nadir         | Leonard Penn   |                     | Reinhard Kuhnert    |
| Amir Khasid   | Gregory Gaye   |                     | Wolfgang Thal       |
| Pandit Bandar | Edward Clark   |                     | Jan Spitzer         |

Anmerkung: Bitte zu beachten, dass die Zuteilungen der Rollennamen in der Synchronkartei abweichen.

## Veröffentlichung
Die Premiere des Films fand am 20. Juli 1953 statt. In der Bundesrepublik Deutschland kam er am 24. September 1954 in die Kinos, in Österreich im Mai 1955.

## Kritiken
Das Lexikon des internationalen Films schrieb: „Abenteuerfilm der B-Kategorie.“